# Newfoundland și Labrador
Newfoundland și Labrador este o provincie localizată pe coasta de est a Canadei, compusă din peninsula Labrador și insula Newfoundland (cunoscută și sub numele portughez Terra Nova) de pe coasta Oceanului Atlantic. A aderat la Confederație la 31 martie 1949. 
Numele Newfoundland derivă de la englezescul „New Found Land”, adică „Noul Ținut Găsit” (o traducere a denumirii portugheze „Terra Nova”, păstrată în titulatura franceză a provinciei, „Terre-Neuve”). Originea termenului „Labrador” se datorează lui João Fernandes Lavrador, navigatorul portughez care a explorat zona în 1499-1500.
Capitala provinciei și cel mai mare oraș este Saint John's, localizat pe insula Newfoundland (numită de localnici „The Rock”, „Stânca”). Provincia se întinde pe o suprafață de 405.212 km² și are 533.800 locuitori.
Provincia se învecinează la vest cu provincia francofonă Québec, în sud-vest cu provincia Nova Scotia și provincia Insula Prințul Eduard. Majoritatea locuitorilor sunt cunoscători ale celor două limbi oficiale, la nivel federal, ale Canadei: engleza (96,9%) și franceza (0,5%), în recensământul din 2016. De asemenea, un mic procentaj din acei locuitori aflați în Terre-Neuve și Labrador sunt de etnie indigenă, împărțiți în patru grupuri: Innu, Mi’kmaq, Inuktitut și Beothuk (ultimul din urmă, un grup etnic dispărut împreună cu limba nativă a acestora). Aceste trei grupuri pot comunica în diferite dialecte substrate din limba algonchină (numită, în engleză, algonquin). În plus, la nivelul provinciei 454.710 de locuitori (adică, 88,8%) s-au declarat de origine europeană și 45.730 (adică, 8,9%) de origine precolumbiană. Conform vechiului recensământ din 2011, 93,2% s-au declarat creștini, din care 38,4% romano-catolici și 0,1% ortodocși. 